# Jennie Abrahamson
Jennie Helena Abrahamson, född den 28 maj 1977 i Sävar, är en svensk singer-songwriter.

## Karriär
Abrahamson började sin musikaliska karriär i 13-årsåldern och samarbetade redan på 1990-talet med Mikael Häggström och Johannes Berglund, först i Umeå med bandet “Paddington” och sedan i Stockholm i “Yuko AK”. Hon har även spelat i triphopbandet Heed.
2006 startade Abrahamson en solokarriär och debuterade 2007 med albumet Lights. Hon har sedan dess utgivit ytterligare fyra soloalbum.
Med stöd av sina vänner Friska Viljor och Ane Brun grundade Abrahamson 2007 skivbolaget How Sweet the Sound Music AB. Hon driver också en musikstudio i Stockholm tillsammans med Johannes Berglund. Hon turnerade i Europa med Peter Gabriel, Linnea Olsson samt uppträdde med Ane Brun.
Jennie är gift med musikern Mikael Häggström och bor i Stockholm.

## Diskografi

### Studioalbum
- 2007 – Lights
- 2009 – While the Sun’s Still Up and the Sky Is Bright
- 2011 – The Sound of Your Beating Heart
- 2014 – Gemini Gemini
- 2017 – Reverseries
- 2023 – Kärlek & Makt